# Piotr Racikovski
Piotr Ivanovici Racikovski (în rusă Пётр Иванович Рачковский; n. 1851, Dubăsari, gubernia Herson, Imperiul Rus – d. 1910, Rejița, Gubernia Vițebsk⁠(d), Imperiul Rus) a fost șeful serviciului secret (cunoscut sub numele de Ohrana) al Rusiei Imperiale din Paris. A deținut postul din martie 1885 până în noiembrie 1902.
Racikovski este considerat inițiatorul creării scrierii apocrife antisemite Protocoalele înțelepților Sionului. Cel mai probabil autorul textului, Matvei Golovinski, a lucrat sub supravegherea directă a lui Racikovski la Paris.

## Biografie
S-a născut în târgul Dubăsari din ținutul Tiraspol, gubernia Herson, Imperiul Rus (actualmente în Transnistria, Republica Moldova).
În 1867, la vârsta de 16 ani, a început să lucreze ca sortator la oficiul poștal gubernial din Kiev. Un an mai târziu, la 11 septembrie 1868, a fost transferat, conform unei cereri personale, în aceeași poziție, mai aproape de părinți, la oficiul poștal de frontieră din Odesa.
În ianuarie 1869 părăsește oficiul poștal. Din aprilie 1869 până în martie 1873, a fost funcționar în cadrul biroului primarului de Odesa.
La 16 martie 1873, demisionează din funcție și pleacă la Varșovia, unde în august 1874 devine secretar la guvernului guberniei Kalisz cu un salariu de 600 de ruble pe an. La 19 martie 1875, a devenit secretarul aceleiași gubernii pentru afaceri țărănești. Ulterior lucrează ca investigator criminalist în Kovno și în gubernia Arhanghelsk.
În primăvara anului 1879, a fost arestat din cauza legăturii sale cu un anume Semenski, care era suspectat de adăpostirea teroristului Lev Mirski după tentativa de omor a șefului de jandarmi Alexander Drenteln. În timpul anchetei, Racikovski și-a exprimat disponibilitatea de a oferi poliției servicii de informator.
În 1885, a fost numit șef al Agenției de informații din străinătate a Departamentului de Poliție al Ministerului Afacerilor Interne. În 1886, Împreună cu agenții săi a distrus o tipografie a organizației revoluționare Narodnaia Volea din Elveția. La Paris, a organizat activități sub acoperire. Întregul său personal permanent era găzduit într-o mică cameră separată în incinta ambasadei Rusiei la Paris, de asemenea, au fost angajați suplinitori din cadrul ofițerilor de poliție francezi retrași pentru a monitoriza revoluționarii. A organizat campanii în presa franceză împotriva emigranților revoluționari, stabilind contacte strânse cu poliția franceză, cu care a împărtășit informații de spionaj cu privire la revoluționari.
Racikovski a fost demis din funcție de către ministrul afacerilor interne Veaceslav Pleve la 15 octombrie 1902, fiind acuzat de numeroase abuzuri de oficiu. Cu toate acestea, la 15 iulie 1904, Pleve a fost ucis într-un atentat terorist, iar la începutul anului 1905 Racikovski a fost întors în slujbă în departamentul de poliție.
Ulterior, în 1909, a fost stabilit că făptașul omorului lui Pleve era agentul Departamentului de Poliție, Evno Azef, care colaborase cu Racikovski timp de mai mulți ani. În acest sens, unii autori și-au exprimat opinia despre posibila implicare a lui Racikovski în asasinarea lui Pleve. Această părere a fost împărtășită de publicistul Vladimir Burțev, fostul angajat al departamentului de securitate din Varșovia, Mihail Bakai și cercetătorul arhivelor poliției secrete externe Valerian Agafonov.